# Військова діяльність в Антарктиді
Військова діяльність в Антарктиді — список військових дій на території Антарктиди.
Оскільки Антарктида ніколи не була постійно заселена людьми, військова діяльність в Антарктиці була незначна. Договір про Антарктику, який набув чинності 23 червня 1961 року, забороняє військову діяльність в Антарктиці, а військовослужбовці та військове обладнання можуть використовуватися тільки для наукових досліджень або будь-яких інших мирних цілей (такі, як доставка матеріального забезпечення) на континенті.
Договір про Антарктику забороняє військову діяльність на суші або на шельфових льодовиках нижче 60° п. ш. У той час як застосування ядерної зброї категорично забороняється, Договір не застосовується до військово-морської діяльності в цих межах (в Південному океані) доти, поки це має місце у відкритому морі.

## Потенціал для майбутніх конфліктів
Джон Кіган і Ендрю Уіткрофт, в своїй книзі 1986 року «Зони конфліктів: Атлас Майбутніх Воєн» відзначили, що стратегічні інтереси в Антарктиці виходять від двох причин: економічних і стратегічних. Антарктида має велику економічну цінність з точки зору мінеральних і нафтових ресурсів. Стратегічні причини були ясно представлені в часи холодної війни у вигляді стурбованості про збереження маршруту Мис Горн, оскільки американські авіаносці не могли проходити через Панамський канал. Фолклендські острови домінують в протоці Дрейка, в «ділянці бурхливої води, що відокремлює Південну Америку від Антарктики». Протистояння Аргентини і Великої Британії за володіння островами було маловідомим фактором Фолклендської війни. Однак з розпадом Радянського Союзу і зростаючої конкуренції за видобуток викопного палива, економічна, а не стратегічна причина ймовірно стане фактором виникнення війни в XXI столітті.